# Йохан Хьяртарсон
Йохан Хьяртарсон (Иоганн, Йоухан; исл. Jóhann Hjartarson; 8 февраля 1963, Рейкьявик) — исландский шахматист, гроссмейстер (1985). Юрист.
В 17 лет стал чемпионом Исландии. Участник чемпионатов мира среди юношей (1981 и 1982); лучший результат (1981) — 4-6-е место. В чемпионате Исландии (1986) — 2-3-е место. В составе национальной команды участвовал в трёх олимпиадах (1982—1986). С середины 1980-х годов участник соревнований на первенство мира: зональные турниры ФИДЕ — Гёусдаль (1985 и 1987) — 4-е и 2-4-е; межзональный турнир — Сирак (1987) — 1-2-е места. Получил право участвовать соревнованиях претендентов (1988); выиграл матч 1/8 финала у В. Корчного 4½ : 3½ (+3 −2 =3), но в четвертьфинале уступил А. Карпову.
Лучшие результаты в других международных соревнованиях: Хамар (1983/1984) — 2-3-е; Гёусдаль (1984) — 1-3-е; Рейкьявик (1984 и 1986) — 1-3-е (60 участников) и 2-8-е (74 участника); Нескёйпстадюр (1984) — 3-5-е; Йёвик (1985) — 1-3-е; Гастингс (1985/1986) — 5-7-е; Виннипег (1986) — 3-4-е (52 участника); Лондон (1986) — 1-е (88 участников); Москва (1987; 1-й турнир) — 3-5-е места.
В 1988 году претендент на шахматный «Оскар» .
Его высший рейтинг Эло составляет 2640 (был достигнут в июле 2003 года).

## Изменения рейтинга
| Графики недоступны из-за технических проблем. См. информацию на Фабрикаторе и на mediawiki.org. |